# Uciderea lui Hind Rajab

Rajab la absolvirea grădiniței

Hind Rajab (2017/2018 – 29 ianuarie 2024) a fost o fetiță palestiniană de șase ani din cartierul Tel Al-Hawa din orașul Gaza, ucisă de armata israeliană, după ce a fost singura supraviețuitoare a unui foc de tanc israelian asupra vehiculului în care fugise cu șase rude.
Familia lui Rajab fugea din cartierul Tel Al-Hawa al  orașului Gaza când un tanc al armatei israeliene a tras asupra vehiculului lor, ucigând mătușa, unchiul și patru veri ai lui Rajab. Singura altă supraviețuitoare la acel moment, verișoara lui Rajab în vârstă de 15 ani, Layan Hamadeh, a sunat la Societatea Palestiniană de Semilună Roșie (PRCS) pentru a cere ajutor urgent într-un apel telefonic înregistrat, plângând și țipând că forțele israeliene trăgeau asupra lor în mijlocul zgomotelor focurilor de armă, înainte de a fi redusă la tăcere când a fost și ea ucisă.
Rajab de șase ani a rămas atunci singura supraviețuitoare în mașină, înconjurată de cadavrele familiei ei, iar apelul ei de urgență de trei ore cu PRCS a fost publicat, în care i-a spus dispecerului: „Sunt atât de speriată, vă rog veniți. Veniți să mă luați. Vă rog, veți veni?" Hind a fost în cele din urmă și ea ucisă de forțele israeliene.
O ambulanță din partea PRCS a fost trimisă pentru a o salva pe Rajab, care a fost atacată de forțele israeliene, ucigând doi paramedici ai PRCS, Yusuf Zeino și Ahmed al-Madhoun, într-un atac deliberat conform organizației, și în ciuda faptului că Israel a fost anunțat despre trimiterea acesteia.